# Rumegătoare
Rumegătoarele (Ruminantia) sau selenodontele (Selenodonta) sunt un subordin de mamifere erbivore artiodactile, de talie mijlocie sau mare, care cuprinde ovinele, caprinele, bovinele, cervidele și antilopele, răspândite în stare sălbatică în toate continentele, în afară de Australia. Ele au un gât bine diferențiat și mobil, fruntea lată ce poartă adesea coarne, ochi mari și urechi lungi, îndreptate în sus, coada relativ scurtă, rareori ajunge până la călcâi. Trăsătura caracteristică a acestui subordin este stomacul compus format din 3 sau, mai adesea,  din 4  compartimente (ierbar sau burduf, ciur, foios și cheag), adaptat la fermentarea hranei nemestecate și la regurgitarea ei în gură, pentru a fi rumegată. Dentiția rumegătoarelor de tip selenodont este incompletă prin faptul că incisivii din falca superioară lipsesc în parte sau în întregime și la cele mai multe lipsesc și caninii. Degetele laterale (când piciorul este tetradactil) slab dezvoltate, sau lipsesc, și nu ating de obicei pământul când animalul merge. Subordinul cuprinde mai multe familii de animale terestre, răspândite pe tot globul (antilocapridae, bovidae, camelidae, cervidae, giraffidae, moschidae și tragulidae).

## Descrierea
Rumegătoarele sunt ungulate erbivore de talie mijlocie sau mare. Au corpul zvelt, cu gât bine diferențiat și mobil, frunte lată, ochi mari și vioi și urechi lungi, îndreptate în sus.
La majoritatea rumegătoarelor, dar la cele mai multe numai masculul, poartă pe frunte coarne. 
Buzele cu care prind plantele sunt cărnoase și mobile, musculoase și puternice, de regulă, golașe, umede și lipsite de mustăți. 
Coada este relativ scurtă, rareori ajunge până la călcâi. 
Corpul este acoperit cu păr, în general, scurt și des, dar care se poate alungi, formând pe cap un moț și o barbă, pe gât și spate - o coamă, iar în vârful cozii - un smoc. Culoarea părului este foarte variată. 
Dimorfismul sexual este de obicei bine pronunțat.

### Glandele
Cu puține excepții (Tragulidae), toate rumegătoarele au numeroase glande cutanate specifice pe cap, în regiunea inghinală și pe picioare: glande carpiene, glande tarsiene, glande metatarsiene, glande preorbitale etc. În afară de glandele sudoripare și sebacee, rumegătoarele au diferite glande odorante. Mirosul răspândit de secrețiile glandelor odorante este caracteristic pentru fiecare specie și joacă un rol important în atragerea sexelor, în recunoașterea indivizilor și în marcarea teritoriului. 
Glandele preorbitale găsite la multe rumegătoare sunt situate pe obraji, înaintea ochilor și au forma unei suprafețe glandulară acoperită cu păr, care mai adesea se invaginează sub formă de pungă, deschisă la suprafață printr-o fantă. Produsul gras și mirositor al acestor glande este uns pe anumite crengi și trunchiuri de arbori și astfel este delimitat teritoriul ocupat de un individ, de o pereche sau de o familie.  
La capre și oi între degetele mijlocii de la picioarele anterioare se află glande carpiene, iar între degetele de la picioarele posterioare - glande tarsiene. Căprioarele, lama și elanul au și ele glande tarsiene. Produsul lor unge copita și lasă urme mirositoare pe pământ. La unele antilope se  întâlnesc glande metatarsiene. 
La capra neagră și muflon înapoia bazei coarnelor se află glande retrocornale; căprioarele au niște glande asemănătoare așezate între coarne, iar muntiacii (Muntiacus) - pe frunte. 
Majoritatea rumegătoarelor au glande inguinale și glande codale. 
Moscul (Moschus moschiferus) mascul are atașată la penis o glandă prepuțială care secretă o substanță plăcut mirositoare: moscul,  foarte odorant și utilizat în cosmetică.

### Scheletul
Craniul se caracterizează printr-o dezvoltare puternică sau moderată  a parții faciale și, uneori, din contra, a neurocraniului. Orbita este închisă posterior. Creasta sagitală absentă. Orificiile etmoidale sunt de obicei mari. Capul articular al mandibulei și fosa articulară corespunzătoare este alungită în direcția transversală. 
Pe suprafața anterioară a osului lacrimal la multe specii există o fosă pentru glanda preorbitală. Bazele proceselor transversale ale vertebrelor cervicale sunt perforate de canalul arterei vertebrale. 

### Membrele
Membrele sunt lungi, cu patru (tetradactile) sau două degete (bidactile). Falangele terminale ale degetelor poartă copite adevărate,  și deci sunt animale unguligrade (ungulate).
Rumegătoarele calcă totdeauna numai pe două degete (pe degetele III și IV), iar axa piciorului trece printre degetele III și IV și deci sunt paraxone. Degetele laterale sau posterioare (al II-lea și al V-lea), când piciorul este tetradactil, se află înapoia degetelor III și IV și sunt mai mici, și, de obicei, nu ating pământul când animalul merge; acestea lipsesc complet la girafe, cămile și lame. Degetul I absent.
Oasele metacarpiene, respectiv metatarsiene III și IV de pe degetelor laterale ale picioarelor tetradactile la majoritatea speciilor sunt puternic reduse și sunt sudate într-un singur os,  numi os canon.  Tragulidele (Tragulidae) au degetele II și V destul de bine dezvoltate, iar metacarpienele, respectiv metatarsienele III și IV sunt sudate într-un singur os canon (numai la Hyemoschus din Tragulidae este absent).
Ulna este puternic redusă în părțile distale și mijlocii și de multe ori se sudează cu radiusul (la Tragulus ea nu este redusă și nu se sudează). Din fibulă se păstrează partea distală  ca un os maleolar (os malleolare), care face parte funcțional din tars (la Tragulidae fibula este normal dezvoltată). 

### Dentiția
Rumegătoarele nu au dinți frontali superiori (incisivi + canini) ci numai dinți superiori laterali. La mandibulă în schimb prezintă toate grupele de dinți.

### Stomacul

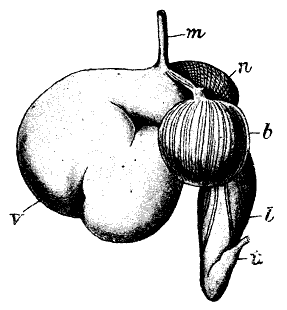
Stomac de vițel: m - esofag, v - ierbar, n - ciur, b - foios, l - cheag, t - intestin

Stomacul rumegătoarelor este împărțit în patru compartimente:
1. ierbarul (rumenul) - compartimentul cel mai voluminos
2. ciurul (reticulum) - de formă aproape sferică
3. foiosul (omasum) - mai voluminos decât ciurul
4. cheagul (abomasum) stomacul glandular propriu zis

## Comportamentul
Rumegătoarele au simțurile bine dezvoltate, cele mai agere fiind mirosul și auzul. După acestea în importanță urmează văzul. Mirosul și gustul ajută aceste animale să-și caute plantele necesare hranei și să evite pe cele otrăvitoare.
Sunt animale sociabile, care trăiesc în turme, uneori foarte mari, în câmpii acoperite cu ierburi. Doar reprezentanții tragulidelor sunt animale solitare.
Rumegătoarele obișnuiesc să-și caute hrana în timpul nopții sau pe înserat, iar în timpul zilei dorm sau se odihnesc. Cele mai multe obișnuiesc să se țină în apropierea apelor și le place să se scalde sau să se bălăcească în noroi. Numai cămilele pot suporta setea mai multe zile fără să sufere.
De dușmanii lor numeroși se apără prin fugă, iar unele prin lovituri de copite, multe prin coarne. Culorile lor de camuflaj și cele homocrome cu ale mediului înconjurător le sustrag vederii.

## Hrana
Se hrănesc cu diferite plante, în principal cu ierburi. 

## Reproducerea
Mamelele sunt în număr de una sau două perechi și se află în regiunea inguinală.
Placenta rumegătoarelor este cotiledonată, cu excepția tragulidelor, la care este difuză. 
Durata gestației este aproximativ de un an. Rumegătoarele sălbatice nasc o dată pe an câte un singur pui, rareori doi, și numai cerbii de apă chinezești (Hydropotes) 4-7 pui.  Puii se nasc într-un stadiu înaintat de dezvoltare și sunt capabili să-și urmeze mama imediat după naștere.

## Răspândirea
Rumegătoarele sunt animale terestre răspândite în stare sălbatică în toate continentele, în afară de Australia.  Trăiesc în diverse biotopuri. Se crede că pădurile ar fi constituit locul lor inițial de formare. Unele specii s-au adaptat ulterior la locuri deschise, de stepă etc. 

## Clasificarea
Numeroasele specii actuale sunt repartizate în șapte familii, grupate în trei superfamilii, reprezentate prin numeroase genuri și specii, după cum urmează: 
- Superfamilia Tylopoda

- Familia Camelidae

- Superfamilia Elaphoidea

- Familia Tragulidae
- Familia Moschidae
- Familia Cervidae

- Superfamilia Tauroidea

- Familia Antilocapridae
- Familia Bovidae
- Familia Giraffidae